# Radovan Valach
Radovan Valach (* 21. března 1976 Trenčín) je bývalý slovenský zápasník-volnostylař, který od roku 2003 reprezentoval Rakousko.

## Sportovní kariéra
Zápasení se věnoval od 9 let v rodném Trenčíně. Připravoval se pod vedením Petera Hirjaka a Milana Revického. Ve slovenské volnystylařské reprezentaci se pohyboval od roku 1997 ve váze do 85 kg. V roce 2000 se nekvalifikoval na olympijské hry v Sydney a od roku 2002 pro něho neměli v armádním sportovním středisku Dukla volnou tabulku. Ukončil sportovní kariéru a odjel pracovat do Rakouska. Při práci v masokombinátu navštěvoval místní zápasnický klub. Brzy ho s nabídkou na reprezentaci oslovili rakouští sportovní funkcionáři a ze Slovenska mu přivedli i osobního trenéra Milana Revického. Rakouské občanství obrdržel v roce 2003. V září téhož roku se devátým místem na mistrovství světa v New Yorku ve váze do 96 kg kvalifikoval na olympijské hry v Athénách v roce 2004. V Athénách nepostoupil ze základní skupiny přes Američana Daniela Cormiera. Sportovní kariéru ukončil v roce 2007.

## Výsledky
| Turnaj             | Slovensko | Slovensko | Slovensko | Slovensko | Rakousko | Rakousko | Rakousko |
| Turnaj             | 1999      | 2000      | 2001      | 2002      | 2003     | 2004     | 2005     |
| Turnaj             | 23        | 24        | 25        | 26        | 27       | 28       | 29       |
| Turnaj             | -85       | -85       | -97       | -96       | -96      | -96      | -96      |
| ------------------ | --------- | --------- | --------- | --------- | -------- | -------- | -------- |
| Olympijské hry     |           | —         |           |           |          | úč.      |          |
| Mistrovství světa  | úč.       |           | —         | —         | 9.       |          | —        |
| Mistrovství Evropy | úč.       | 5.        | úč.       | —         | 4.       | 5.       | úč.      |